# The Blue Angel
The Blue Angel is een Amerikaanse dramafilm uit 1959 onder regie van Edward Dmytryk. Het is een nieuwe versie van de film Der blaue Engel (1930) van Josef von Sternberg.

## Verhaal
Professor Immanuel Rath ontdekt dat zijn leerlingen foto's van nachtclubzangeres Lola-Lola in hun bezit hebben. Om zijn leerlingen op heterdaad te betrappen gaat hij zelf naar het café waar Lola-Lola optreedt. Hij wordt verliefd op de zangeres en gaat eraan ten onder.

## Rolverdeling
| Acteur         | Personage           |
| -------------- | ------------------- |
| Curd Jürgens   | Prof. Immanuel Rath |
| May Britt      | Lola-Lola           |
| Theodore Bikel | Klepert             |
| John Banner    | Schoolhoofd         |
| Fabrizio Mioni | Rolf                |
| Ludwig Stössel | Dr. Fritz Heine     |
| Wolfe Barzell  | Clown               |
| Ina Anders     | Gussie              |